# Martha Vasconcellos
Martha Vasconcellos (Salvador da Bahia, 1948. június 18. –) amerikai-brazil szépségkirálynő. 1968-ban ő lett a Miss Universe győztese, ezzel Iêda Maria Vargas után a második brazil lett, aki megnyerte a címet. Gladys Zender, Luz Marina Zuluaga, Norma Nolan és Vargas után az ötödik, a címet elnyerő latin-amerikai. Amerikában él.